# Unité urbaine de Saint-Rémy-l'Honoré
L'unité urbaine de Saint-Rémy-l'Honoré est une unité urbaine française centrée sur la commune de Saint-Rémy-l'Honoré, dans le département des Yvelines en région Île-de-France.

## Données générales
Dans le zonage réalisé en 2020 par l'Insee, elle est composée de trois communes. Dans le zonage de 2010, ces trois communes faisaient partie de l'unité urbaine de Paris.
En 2021, sa densité de population s'élève à 150 hab/km2. Par sa superficie, elle représente 0,96 % du territoire départemental et, par sa population, elle regroupe 0,23 % de la population du département des Yvelines.

## Composition 2020 de l'unité urbaine
Elle est composée des trois communes suivantes :
| Nom                                | Code Insee | Département | Statut       | Superficie (km2) | Population (dernière pop. légale) | Densité (hab./km2) | Modifier                                    |
| ---------------------------------- | ---------- | ----------- | ------------ | ---------------- | --------------------------------- | ------------------ | ------------------------------------------- |
| Saint-Rémy-l'Honoré (ville-centre) | 78576      | Yvelines    | ville-centre | 10,15            | 1 689 (2022)                      | 166                | modifier les données · modifier les données |
| Bazoches-sur-Guyonne               | 78050      | Yvelines    | banlieue     | 5,66             | 697 (2022)                        | 123                | modifier les données · modifier les données |
| Le Tremblay-sur-Mauldre            | 78623      | Yvelines    | banlieue     | 6,03             | 956 (2022)                        | 159                | modifier les données · modifier les données |

#### Données générales
- Unité urbaine en France
- Aire d'attraction d'une ville
- Liste des unités urbaines de France

#### Données démographiques en rapport avec l'unité urbaine de Saint-Rémy-l'Honoré
- Aire d'attraction de Paris
- Arrondissement de Rambouillet

#### Données démographiques en rapport avec les Yvelines
- Démographie des Yvelines